# Pebble Beach Concours d’Elegance
Pebble Beach Concours d'Elegance är en exklusiv utställning för veteranbilar som sedan 1950 årligen anordnas på golfbanan Pebble Beach Golf Links i Kalifornien, USA.
På Pebble Beach träffas USA:s rikaste bilsamlare och visar upp sina (och därmed också några av världens) dyraste och mest exotiska veteranbilar. Här brukar även tillverkare av lyx- och sportbilar passa på att visa upp nya modeller och konceptbilar för potentiella kunder.